# Idraki Adnan
Idraki Adnan (* 13. März 1999 in Singapur), mit vollständigen Namen Idraki bin Mohd Adnan, ist ein singapurischer Fußballspieler.

## Karriere

### Verein
Idraki Adnan erlernte das Fußballspielen in der Jugendmannschaften der National Football Academy und Hougang United. Nach der Jugend absolvierte er seinen Militärdienst. Nach dem Militärdienst unterschrieb er Ende Oktober 2020 einen Vertrag bei den Young Lions. Die Young Lions sind eine U23-Mannschaft, die 2002 gegründet wurde. In der Elf spielen U23-Nationalspieler und auch Perspektivspieler. Ihnen soll die Möglichkeit gegeben werden, Spielpraxis in der ersten Liga, der Singapore Premier League, zu sammeln. Für die Young Lions bestritt er sieben Erstligaspiele. Im Januar 2021 kehrte er zu seinem Jugendverein, dem Erstligisten Hougang United, zurück.

### Nationalmannschaft
Idraki Adnan spielte 2021 einmal in der singapurischen U17-Nationalmannschaft. Hier kam er am 11. Juni 2021 in einem WM-Qualifikationsspiel gegen Saudi-Arabien zum Einsatz.